# Sabicea tomentosa
Sabicea tomentosa là một loài thực vật có hoa trong họ Thiến thảo. Loài này được A.Rich. miêu tả khoa học đầu tiên năm 1830.